# NGC 2989
NGC 2989 is een spiraalvormig sterrenstelsel in het sterrenbeeld Waterslang. Het hemelobject werd op 12 februari 1836 ontdekt door de Britse astronoom John Herschel.

## Synoniemen
- ESO 566-9
- MCG -3-25-20
- IRAS09430-1808
- PGC 27962